# Rechtsopvolger
Een rechtsopvolger is een natuurlijk persoon of een rechtspersoon die goederen verkrijgt van zijn of haar voorganger. Deze verkrijging kan op twee manieren geschieden:
- onder algemene titel
- onder bijzondere titel

Het verschil tussen deze twee ligt in het feit dat bij verkrijging onder algemene titel een geheel of gedeelte van een vermogen rechtstreeks overgaat van de voorganger naar de verkrijger.
Het omgekeerde begrip is rechtsvoorganger.

## Verkrijging onder algemene titel (Nederland)
Volgens art 80 lid 2 van Boek 3 van het Nederlandse Burgerlijk Wetboek verkrijgt men goederen onder algemene titel door:
- boedelmenging
- erfopvolging
- fusie
- splitsing
- door goedkeuring van een overdrachtsplan (als bedoeld in art 3:159l, 3:159p en 3:159s Wet op het Financieel toezicht).

## Rechtsopvolging onder bijzondere titel (Nederland)
Volgens art 3:80 lid 3 van het Burgerlijk Wetboek verkrijgt men goederen onder bijzondere titel door:
- overdracht
- verjaring
- onteigening
- op de overige in de wet voor iedere soort aangegeven wijzen van rechtsverkrijging.

Verkrijging door overdracht komt veruit het meest voor. Dat gebeurt bijvoorbeeld door levering op grond van een koopovereenkomst. 
Degene die verkrijgt onder bijzondere titel verkrijgt in principe niet de verplichtingen, maar wel de rechten (arrest Blaauboer/Berlips).

## Rechtsopvolging onder algemene titel (België)
Is geregeld in meerdere artikelen van het Burgerlijk Wetboek. O.a. art. 1012 bepaalt: De legataris onder algemene titel is, evenals de algemene legataris, persoonlijk voor zijn aandeel en hypothecair voor het geheel, gehouden tot betaling van de schulden en lasten der nalatenschap van de erflater.

## Rechtsopvolging onder bijzondere titel (België)
Is geregeld in meerdere artikelen van het Burgerlijk Wetboek. O.a. art. 1024 bepaalt: De legataris onder bijzondere titel is niet gehouden tot betaling van de schulden der nalatenschap, behoudens de inkorting van het legaat, zoals hiervoren bepaald is, en behoudens de vordering van de hypothecaire schuldeisers.